# جیرو تاکدا
جیرو تاکدا (انگلیسی: Jiro Takeda؛ زادهٔ ۱۸ سپتامبر ۱۹۷۲) بازیکن فوتبال اهل ژاپن است.
از باشگاه‌هایی که در آن بازی کرده‌است می‌توان به باشگاه فوتبال ویسل کوبه و باشگاه فوتبال سرزو اوساکا اشاره کرد.